# Michael Gregoritsch
Michael Gregoritsch (Graz, 18 april 1994) is een Oostenrijks voetballer die doorgaans als spits speelt. Hij verruilde FC Augsburg in juli 2022 transfervrij voor SC Freiburg. Gregoritsch debuteerde in 2016 in het Oostenrijks voetbalelftal. Gregoritsch is een zoon van trainer en oud-voetballer Werner Gregoritsch.

## Carrière

### Kapfenberger SV
Gregoritsch speelde zeven jaar in de jeugd van Grazer AK en daarna nog twee in die van Kapfenberger SV. Hij debuteerde op 14 april 2010 in het eerste elftal van laatstgenoemde club, in een wedstrijd in de Oostenrijkse Bundesliga thuis tegen Austria Wien (1–1). Hij viel die dag in de tachtigste minuut in voor Michael Tieber en maakte twee minuten later het openingsdoelpunt. Zijn vader was op dat moment de coach van Kapfenberger.

### 1899 Hoffenheim
Gregoritsch tekende in juli 2011 voor vier jaar bij 1899 Hoffenheim. Dat liet hem wel het seizoen 2011/12 nog op huurbasis bij zijn oude club spelen. Nadat hij twaalf maanden later aansloot bij de Duitse club, bracht hij zijn eerste seizoen daar door in het tweede elftal. Gregoritsch zou er ook daarna nooit in de hoofdmacht spelen. Hij bracht seizoen 2013/14 op huurbasis door bij FC St. Pauli en 2014/15 bij VfL Bochum. Hij speelde in deze periode veertig wedstrijden in de 2. Bundesliga. 

### Hamburger SV
Bochum lijfde Gregoritsch in juli 2015 vervolgens definitief in, om hem nog diezelfde maand met winst door te verkopen aan Hamburger SV. Hiervoor speelde hij op 14 augustus 2015 dan toch zijn eerste wedstrijd in de Bundesliga, uit tegen Bayern München (5–0). Gregoritsch speelde in twee seizoenen 55 competitiewedstrijden voor Hamburger, maar werd er nooit consequent basisspeler. 

### FC Augsburg
Dat werd hij wel nadat hij in juli 2017 tekende bij FC Augsburg, onder coach Manuel Baum. Hij maakte in het seizoen 2017/18 dertien doelpunten in de Bundesliga, de eerste keer dat hij dubbele cijfers haalde in een profcompetitie. Gregoritsch was ook in 2018/19 bassisspeler, maar nadat Baum in april 2019 werd opgevolgd door Martin Schmidt namen zijn speelkansen af. FC Augsburg verhuurde hem in januari 2020 voor een halfjaar aan FC Schalke 04. Na zijn terugkeer speelde hij nog twee seizoenen voor Augsburg. Hij was in die periode net zo vaak invaller als basisspeler.

### SC Freiburg
Gregoritsch tekende in juli 2022 bij SC Freiburg, dat hem transfervrij inlijfde. Hier promoveerde coach Christian Streich hem meteen weer tot een vaste basisspeler. Hij maakte in seizoen 2022/23 tien doelpunten. Dat was na 2017/18 de tweede keer in zijn carrière dat hij daarin dubbele cijfers haalde. Gregoritsch speelde dat jaar ook voor het eerst Europees voetbal, in de Europa League. Hierin scoorde hij twee keer tegen Olympiakos Piraeus en een keer tegen FC Nantes.

## Clubstatistieken

### Beloften
| Seizoen         | Club               | Competitie           | Competitie | Competitie |
| Seizoen         | Club               | Competitie           | Wed.       | Dlp.       |
| --------------- | ------------------ | -------------------- | ---------- | ---------- |
| 2012/13         | 1899 Hoffenheim II | Regionalliga Südwest | 28         | 11         |
| 2013/14         | → FC St. Pauli II  | Regionalliga Nord    | 5          | 2          |
| 2021/22         | FC Augsburg II     | Regionalliga Bayern  | 1          | 0          |
| Beloften totaal | Beloften totaal    | Beloften totaal      | 34         | 13         |

### Senioren
| Seizoen         | Club            | Competitie      | Competitie | Competitie | Beker | Beker | Continentaal12 | Continentaal12 | Totaal | Totaal |
| Seizoen         | Club            | Competitie      | Wed.       | Dlp.       | Wed.  | Dlp.  | Wed.           | Dlp.           | Wed.   | Dlp.   |
| --------------- | --------------- | --------------- | ---------- | ---------- | ----- | ----- | -------------- | -------------- | ------ | ------ |
| 2009/10         | Kapfenberger SV | Bundesliga      | 4          | 1          | 0     | 0     | –              | –              | 4      | 1      |
| 2010/11         | Kapfenberger SV | Bundesliga      | 24         | 2          | 5     | 0     | –              | –              | 29     | 2      |
| 2011/12         | Kapfenberger SV | Bundesliga      | 16         | 1          | 0     | 0     | –              | –              | 16     | 1      |
| 2012/13         | 1899 Hoffenheim | Bundesliga      | 0          | 0          | 0     | 0     | –              | –              | 0      | 0      |
| 2013/14         | → FC St. Pauli  | 2. Bundesliga   | 15         | 1          | 1     | 0     | –              | –              | 16     | 1      |
| 2014/15         | → VfL Bochum    | 2. Bundesliga   | 25         | 7          | 2     | 0     | –              | –              | 27     | 7      |
| 2015/16         | Hamburger SV    | Bundesliga      | 25         | 5          | 1     | 1     | –              | –              | 26     | 6      |
| 2016/17         | Hamburger SV    | Bundesliga      | 30         | 5          | 2     | 0     | –              | –              | 32     | 5      |
| 2017/18         | FC Augsburg     | Bundesliga      | 32         | 13         | 1     | 0     | –              | –              | 33     | 13     |
| 2018/19         | FC Augsburg     | Bundesliga      | 32         | 6          | 4     | 2     | –              | –              | 36     | 8      |
| 2019/20         | FC Augsburg     | Bundesliga      | 6          | 0          | 1     | 0     | –              | –              | 7      | 0      |
| 2019/20         | → FC Schalke 04 | Bundesliga      | 14         | 1          | 2     | 0     | –              | –              | 16     | 0      |
| 2020/21         | FC Augsburg     | Bundesliga      | 24         | 1          | 2     | 0     | –              | –              | 26     | 1      |
| 2021/22         | FC Augsburg     | Bundesliga      | 25         | 9          | 2     | 0     | –              | –              | 27     | 9      |
| 2022/23         | SC Freiburg     | Bundesliga      | 30         | 10         | 5     | 2     | 7              | 3              | 42     | 15     |
| 2023/24         | SC Freiburg     | Bundesliga      | 32         | 7          | 2     | 0     | 8              | 5              | 42     | 12     |
| Senioren totaal | Senioren totaal | Senioren totaal | 334        | 69         | 30    | 5     | 15             | 8              | 379    | 82     |
| Carrièretotaal  | Carrièretotaal  | Carrièretotaal  | 368        | 82         | 30    | 5     | 15             | 8              | 413    | 95     |

Bijgewerkt t/m seizoen 2023/24.

## Interlandcarrière
Gregoritsch maakte deel uit van Oostenrijk –16, Oostenrijk –17 en Oostenrijk –21. Hij speelde met geen van deze teams op een eindtoernooi. Gregoritsch debuteerde op 5 september 2016 in het Oostenrijks voetbalelftal, in een met 1–2 gewonnen kwalificatiewedstrijd voor het WK 2018 in en tegen Georgië. Zijn eerste interlanddoelpunt volgde op 27 maart 2018. Hij kopte Oostenrijk toen op 0–3 in een met 0–4 gewonnen oefeninterland in en tegen Luxemburg. Bondscoach Franco Foda nam Gregoritsch op in zijn selectie voor het EK 2020. Hierop kwam hij drie wedstrijden in actie en scoorde hij in de groepswedstrijd tegen Noord-Macedonië. Gregoritsch werd op 7 juni 2024 door bondscoach Ralf Rangnick opgenomen in de Oostenrijkse selectie voor het EK 2024 in Duitsland. Oostenrijk werd groepswinnaar in een groep met Frankrijk, Nederland en Polen en werd in de achtste finales uitgeschakeld met een 1–2 nederlaag tegen Turkije. Gregoritsch kwam op het toernooi in alle wedstrijden in actie en scoorde tegen Turkije.